# Autostrada A253 (Niemcy)
Autostrada A253 (niem. Bundesautobahn 253 (BAB 253) także Autobahn 253 (A253)) – była autostrada w Niemczech przebiegająca w całości po terenie Hamburga. Pierwotnie planowana jako połączenie pomiędzy autostradą A252 i południowymi dzielnicami Hamburga.
Na żadnym ze znaków kierunkowych nie występowało oznaczenie A253 – w kierunku południowym droga oznakowana była jako droga federalna B75, zaś północnym jako B4 i B75. Takie samo zjawisko występuje również na pobliskiej autostradzie A252.
6 października 2019 roku, wraz z otwarciem nowego przebiegu ulicy Wilhelmsburger Reichsstraße dokonano przeklasyfikowania A253 i włączono do przebiegu drogi B75.

Autostrady w rejonie Hamburga.